# UNITAF
UNITAF fou el nom d'una missió de l'ONU a Somàlia. El seu encàrrec inicial fou l'ús de tots els mitjans necessaris per garantir la distribució d'ajut humanitari que la missió UNOSOM (després coneguda com a UNOSOM I) no podia complir,
 i que va ser considerada un èxit.

## Història

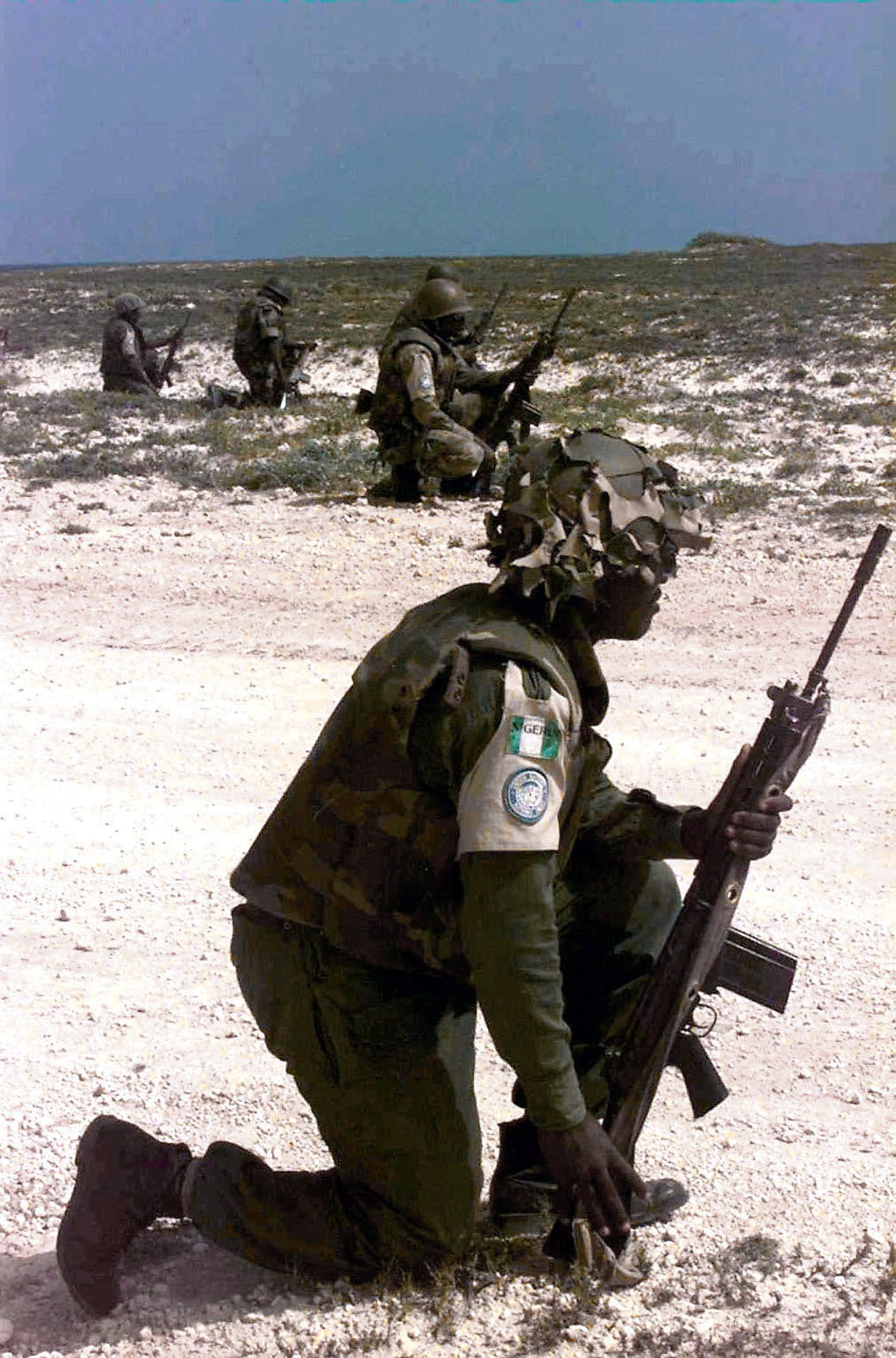
Tropes nigerianes a Somàlia

Degut a la guerra civil a Somàlia iniciada després de la caiguda de Siad Barre el gener de 1991, la gana va començar a fer estralls entre la població civil. Tres-centes mil persones haurien mort els primers mesos del 1992 i un milió havia abandonat el país.
Les resolucions 733 i 746 del Consell de Seguretat i les negociacions diplomàtiques no van aconseguir aturar la guerra; el març del 1992 es va signar un alto el foc entre dos faccions principals del Congrés de la Somàlia Unificada (Mahdi i Aydid) i això va permetre iniciar l'operació. La resolució 751 del Consell de Seguretat determinava la presència de 50 soldats de l'ONU a Somàlia sota el nom de UNOSOM per vigilar l'alto el foc. Els combats però es van reprendre, els soldats de l'ONU foren atacats i l'ajuda també, i la missió va esdevenir quasi impossible de portar a terme. Els 3.000 soldats que s'havien d'enviar mai van arribar. El novembre de 1992 Muhammad Farah Hassan Aydid va demanar la retirada dels cascos blaus.
El secretari general de l'ONU, Boutros Boutros-Ghali va presentar algunes propostes al Consell de Seguretat, i va aconsellar fer ús de la força, ja que els esforços diplomàtics no van reeixir. El capítol VII de la Carta de les Nacions Unides permetia les "accions per terra, mar o aire" que fòssin necessàries per mantenir o restaurar la pau i la seguretat internacional" i Boutros-Ghali pensava que era hora d'emprar aquesta possibilitat. Com que una intervenció requeria el consentiment de l'estat afectat, la invocació del capítol VII ho evitava, ja que en aquest cas era responsabilitat del Secretari General. Però això era difícil d'aplicar sota UNOSOM, i va recomanar una força important d'intervenció autoritzada pel Consell de Seguretat, que havia de preparar el camí per a la tornada d'un contingent de soldats de pau post-conflicte.
D'acord amb això el Consell de Seguretat per unanimitat va adoptar el 3 de desembre del 1992 la resolució 794, que permetia "emprar tots els mitjans necessaris per establir al més aviat possible un entorn segur per les operacions de distribució de l'ajut humanitari a Somàlia" i encarregava al secretari general i als estats membres de fer el necessari per portar a terme el mandat. El novembre de 1992 els Estats Units ja havia ofert liderar una força internacional per assegurar la missió humanitària i l'oferta va ser acceptada pel Consell de Seguretat de l'ONU.
La força va rebre el nom oficial d'UNITAF i els nord-americans la van batejar "Restaurar l'Esperança" (4 de desembre). Se li encarregava formalment la tasca de la UNOSOM però aquesta, que també tenia una missió de buscar un acord de pau, quedava preparada per quan l'UNITAF acabés la seva tasca. Els primers soldats d'UNITAF, nord-americans, van desembarcar a les platges de Mogadiscio, el 9 de desembre del 1992.
UNITAF tenia forces de 24 països, un total de 37.000 homes, però el gruix essencial era nord-americà (25.000). Altres països que enviaren tropes foren Austràlia, Bèlgica, Botswana, Canadà, Egipte, França, Alemanya, Grècia, Índia, Itàlia, Kuwait, el Marroc, Nova Zelanda, Nigèria, Noruega, Pakistan, Aràbia Saudita, Espanya, Suècia, Tunísia, Turquia, Emirats Àrabs Units, el Regne Unit i Zimbàbue. El comandament era nord-americà.
Els nord-americans van assegurar immediatament la ciutat de Mogadiscio, el seu port i aeroport, l'aeroport de Baidoa i el port de Kismaayo.
Durant la missió els italians foren acusat de subornar senyors de la guerra per mantenir la pau i els francesos d'un ús exagerat de la força per desarmar milícies
Inicialment aquesta força va assegurar la distribució d'ajut humanitari. Algunes faccions van acceptar entrar en les negociacions i es va iniciar la Conferència Nacional de Reconciliació de Somàlia que va dur a un acord el 27 de març de 1993, signat a Addis Abeba, entre 14 faccions que van acceptar deixar les seves armes a UNITAF i UNOSOM, però que no va tenir cap efecte pràctic sobre el final dels combats, ja que més tard es van reprendre.
La missió era repartir l'ajut humanitari i aquesta part fou vista com un èxit i així ho va confirmar Boutros-Ghali. Passada l'emergència humanitària era l'hora de la negociació. El dia abans de l'acord d'Addis Abeba, és a dir el dia 26 de març de 1993, el Consell de Seguretat de l'ONU va adoptar la resolució 814 que transferia el poder d'UNITAF a UNOSOM II, a la que s'encarregava continuar els esforços per la distribució d'ajut, però essencialment restaurar la pau a Somàlia, i s'hi afegia la reconstrucció de l'estat, restaurar la seva economia i institucions polítiques i socials i establir la democràcia. El secretari general de l'ONU reconeixia no obstant que un entorn segur encara no s'havia establert i que no hi havia govern estatal ni governs locals o forces de seguretat. La resolució del Consell de Seguretat 837 del 26 de març de 1993 posava en marxa UNOSOM II.
El 3 de maig de 1993 UNOSOM II va assolir oficialment el comandament i el 4 de maig de 1993 la responsabilitat de les operacions. L'UNITAF va quedar dissolta aquell mateix dia.